# Donald Pettit
Donald Roy Pettit (født 1. september 1955 i Oregon) er en NASA-astronaut, der har været et halvt år på ISS. Han blev fløjet derop med rumfærge Endeavour, og kom ned med Sojuz TMA-1.
Donald Pettit var missionsspecialist på rumfærgeflyvningen STS-126 i november 2008.